# Pływanie na Światowych Wojskowych Igrzyskach Sportowych 2011
Pływanie na Światowych Wojskowych Igrzyskach Sportowych 2011 – zawody w pływaniu, które odbywały się w Maria Lenk Aquatics Center w brazylijskim Rio de Janeiro w dniach 17–20 lipca 2011 roku podczas igrzysk wojskowych. Najwięcej medali zdobyli reprezentanci Chin (18 złote, 8 srebrnych oraz 11 brązowe).

## Medaliści

### Mężczyźni
| Konkurencja                    | Złoto                                                                           | Złoto    | Srebro                                                                        | Srebro   | Brąz                                                                                       | Brąz     |
| Konkurencja                    | Zawodnik                                                                        | Czas     | Zawodnik                                                                      | Czas     | Zawodnik                                                                                   | Czas     |
| Styl dowolny                   |                                                                                 |          |                                                                               |          |                                                                                            |          |
| 50 metrów                      | Fernando Silva · Brazylia                                                       | 22,83    | Federico Bocchia · Włochy                                                     | 23,03    | Erik van Dooren · Szwajcaria                                                               | 23,14    |
| 100 metrów                     | Tom Siara · Niemcy                                                              | 50,30    | Liu Junwu · Chiny                                                             | 50,43    | Francesco Donni · Włochy                                                                   | 50,56    |
| 200 metrów                     | Cesare Sciochetti · Włochy                                                      | 1:49,90  | Tom Siara · Niemcy                                                            | 1:50,21  | Rodrigo Castro · Brazylia                                                                  | 1:50.46  |
| 400 metrów                     | Zu Lijun · Chiny                                                                | 3:52,08  | Cesare Sciochetti · Włochy                                                    | 3:52,26  | Andrea Busato · Włochy                                                                     | 3:53,67  |
| 1500 metrów                    | Zu Lijun · Chiny                                                                | 15:18,81 | Luis Arapiraca · Brazylia                                                     | 15:32,34 | Andrea Busato · Włochy                                                                     | 15:36,28 |
| Styl grzbietowy                |                                                                                 |          |                                                                               |          |                                                                                            |          |
| 50 metrów                      | Gabriel Mangabeira · Brazylia                                                   | 25,73    | Stefan Herbst · Niemcy                                                        | 26.11    | Felix Wolf · Niemcy                                                                        | 26.21    |
| 100 metrów                     | Gabriel Mangabeira · Brazylia                                                   | 55.30    | Felix Wolf · Niemcy                                                           | 55,58    | Stefan Herbst · Niemcy                                                                     | 56,18    |
| 200 metrów                     | Felix Wolf · Niemcy                                                             | 2:00,00  | Diao Jigong · Chiny                                                           | 2:00,26  | Dimitrios Chasiotis · Grecja                                                               | 2:03,00  |
| Styl klasyczny                 |                                                                                 |          |                                                                               |          |                                                                                            |          |
| 50 metrów                      | Niemcy Tom Siara Włochy Niccolò Beni                                            | 28,21    |                                                                               |          | Raphael Rodrigues · Brazylia                                                               | 28,25    |
| 100 metrów                     | Huang Yunkun · Chiny                                                            | 1:01,48  | Tales Cerdeira · Brazylia                                                     | 1:01,64  | Jewgienij Ryżkow · Kazachstan                                                              | 1:01,88  |
| 200 metrów                     | Tales Cerdeira · Brazylia                                                       | 2:14,08  | Luca Pizzini · Włochy                                                         | 2:14,69  | Huang Yunkun · Chiny                                                                       | 2:15,02  |
| Styl motylkowy                 |                                                                                 |          |                                                                               |          |                                                                                            |          |
| 50 metrów                      | Gabriel Mangabeira · Brazylia                                                   | 24,04    | Henrique Martins · Brazylia                                                   | 24,14    | Tommaso Romani · Włochy                                                                    | 24,33    |
| 100 metrów                     | Gabriel Mangabeira · Brazylia                                                   | 52,94    | Henrique Martins · Brazylia                                                   | 53,60    | Nico van Duijn · Szwajcaria                                                                | 53,79    |
| 200 metrów                     | Wang Pudong · Chiny                                                             | 1:59,57  | Niemcy Tom Siara Włochy Niccolò Beni                                          | 1:59.89  |                                                                                            |          |
| Styl zmienny                   |                                                                                 |          |                                                                               |          |                                                                                            |          |
| 200 metrów                     | Diogo Yabe · Brazylia                                                           | 2:01,89  | Lucas Salatta · Brazylia                                                      | 2:02,42  | Georgios Aryblias · Grecja                                                                 | 2:05,80  |
| 400 metrów                     | Diogo Yabe · Brazylia                                                           | 4:22,50  | Georgios Aryblias · Grecja                                                    | 4:22,87  | Lucas Salatta · Brazylia                                                                   | 4:26,69  |
| Sztafety                       |                                                                                 |          |                                                                               |          |                                                                                            |          |
| 4 × 100 metrów stylem dowolnym | Włochy · Federico Bocchia · Francesco Donin · Andrea Busato · Tommaso Romani.   |          | Brazylia · Fernando Silva · Rodrigo Castro · Gabriel Mangabeira · André Daudt |          | Chiny · Hu Yue · Qu Jingyu · Zu Lijun · Liu Junwu                                          |          |
| 4 × 200 metrów stylem dowolnym | Włochy · Cesare Sciochetti · Francesco Donin · Niccolò Beni · Andrea Busato     | 7:26,79  | Niemcy · Tom Siara · Felix Wolf · Andre Biere · Stefan Herbst                 | 7:28,99  | Grecja · Konstantinos Siokos · Alexandros Skoutelas · Georgios Aryblias · Michalis Kikilis | 7:29,06  |
| 4 × 100 metrów stylem zmiennym | Brazylia · Gabriel Mangabeira · Tales Cerdeira · Henrique Martins · André Daudt | 3:41.42  | Niemcy · Felix Wolf · Erik Steinhagen · Markus Gierke · Tom Siara             | 3:34,44  | Włochy · Niccolò Beni · Luca Pizzini · Tommaso Romani) · Francesco Donin                   | 3:43,70  |

### Kobiety
| Konkurencja                    | Złoto                                                          | Złoto   | Srebro                                                                           | Srebro  | Brąz                                                                             | Brąz    |
| Konkurencja                    | Zawodniczka                                                    | Czas    | Zawodniczka                                                                      | Czas    | Zawodniczka                                                                      | Czas    |
| Styl dowolny                   |                                                                |         |                                                                                  |         |                                                                                  |         |
| 50 metrów                      | Li Yang · Chiny                                                | 25,36   | Jiao Liuyang · Chiny                                                             | 25,85   | Brazylia Michelle Lenhardt Włochy Erika Ferraioli                                | 26,05   |
| 100 metrów                     | Liu Lan · Chiny                                                | 55,96   | Erika Ferraioli · Włochy                                                         | 56,36   | Liu Yiru · Chiny                                                                 | 56,43   |
| 200 metrów                     | Liu Yiru · Chiny                                               | 2:01,05 | Martina de Memme · Włochy                                                        | 2:01,15 | Liu Lan · Chiny                                                                  | 2:02,45 |
| 400 metrów                     | Martina de Memme · Włochy                                      | 4:11,60 | Liu Yiru · Chiny                                                                 | 4:12,88 | Ren Luomeng · Chiny                                                              | 4:13,09 |
| 800 metrów                     | Martina de Memme · Włochy                                      | 8:37,09 | Joanna Maranhão · Brazylia                                                       | 8:39,68 | Ren Luomeng · Chiny                                                              | 8:46,43 |
| Styl grzbietowy                |                                                                |         |                                                                                  |         |                                                                                  |         |
| 50 metrów<                     | Xu Tianlongzi · Chiny                                          | 28,29   | Fabíola Molina · Brazylia                                                        | 28.30   | Li Yang · Chiny                                                                  | 28,48   |
| 100 metrów                     | Fabíola Molina · Brazylia                                      | 1:01,00 | Xu Tianlongzi · Chiny                                                            | 1:01,56 | Li Jiaxing · Chiny                                                               | 1:02.23 |
| 200 metrów                     | Li Jiaxing · Chiny                                             | 2:14,39 | Fabíola Molina · Brazylia                                                        | 2:14.54 | Li Jiaxing · Chiny                                                               | 2:15.43 |
| Styl klasyczny                 |                                                                |         |                                                                                  |         |                                                                                  |         |
| 50 metrów                      | Zhang Hongtao · Chiny                                          | 31,54   | Wang Randi · Chiny                                                               | 31,57   | Tatiane Sakemi · Brazylia                                                        | 33,12   |
| 100 metrów                     | Zhang Hongtao · Chiny                                          | 1:09,11 | Wang Randi · Chiny                                                               | 1:11,09 | JSwitłana Bondarenko · Ukraina                                                   | 1:12,10 |
| 200 metrów                     | Zhang Hongtao · Chiny                                          | 2:30,96 | Juliana Marin · Brazylia                                                         | 2:36,81 | Veronica Demozzi · Włochy                                                        | 2:39,04 |
| Styl motylkowy                 |                                                                |         |                                                                                  |         |                                                                                  |         |
| 50 metrów                      | Jiao Liuyang · Chiny                                           | 26,77   | Fabíola Molina · Brazylia                                                        | 26,82   | Liu Lan · Chiny                                                                  | 26,88   |
| 100 metrów                     | Jiao Liuyang · Chiny                                           | 57,78   | Liu Lan · Chiny                                                                  | 58,67   | Dandara Antônio · Brazylia                                                       | 59,65   |
| 200 metrów                     | Jiao Liuyang · Chiny                                           | 2:09,57 | Franziska Hentke · Niemcy                                                        | 2:11,65 | Liu Lan · Chiny                                                                  | 2:13,05 |
| Styl zmienny                   |                                                                |         |                                                                                  |         |                                                                                  |         |
| 200 metrów                     | Li Jiaxing · Chiny                                             | 2:16,02 | Katharina Schiller · Niemcy                                                      | 2:16,05 | Joanna Maranhão · Brazylia                                                       | 2:16,11 |
| Sztafety                       |                                                                |         |                                                                                  |         |                                                                                  |         |
| 4 × 100 metrów stylem dowolnym | Chiny · Liu Lan · Li Yang · Yu Yao · Liu Yiru                  | 3:45,30 | Włochy · Erika Ferraioli · Alice Carpanese · Martina de Memme · Flavia Zoccari   | 3:47,45 | Brazylia · Michelle Lenhardt · Julyana Kury · Joanna Maranhão · Monique Ferreira | 3:49,08 |
| 4 × 100 metrów stylem zmiennym | Chiny · Xu Tianlongzi · Zhang Hongtao · Jiao Liuyang · Liu Lan | 4:07,13 | Brazylia · Fabíola Molina · Tatiane Sakemi · Dandara Antônio · Michelle Lenhardt | 4:12.64 | Włochy · Valentina de Nardi · Veronica Demozzi · Laura Letrari · Erika Ferraioli | 4:18,61 |

## Klasyfikacja medalowa
* Gospodarz zawodów został zaznaczony tym kolorem.
| Miejsce           | Reprezentacja     | Złoto | Srebro | Brąz | Razem |
| ----------------- | ----------------- | ----- | ------ | ---- | ----- |
| 1                 | Chiny             | 18    | 8      | 11   | 37    |
| 2                 | Brazylia*         | 10    | 12     | 8    | 30    |
| 3                 | Włochy            | 6     | 7      | 8    | 21    |
| 4                 | Niemcy            | 2     | 8      | 6    | 16    |
| 5                 | Ukraina           | 1     | 0      | 1    | 2     |
| 6                 | Grecja            | 0     | 1      | 3    | 4     |
| 7                 | Szwajcaria        | 0     | 0      | 2    | 2     |
| 8                 | Kazachstan        | 0     | 0      | 1    | 1     |
| Ogółem (8 państw) | Ogółem (8 państw) | 37    | 36     | 36   | 109   |